# Петропавлівка (Чугуївський район)
Петропа́влівка — село в Україні, у Вовчанській міській громаді Чугуївського району Харківської області. Населення становить близько 300 осіб. До 2020 орган місцевого самоврядування — Петропавлівська сільська рада.

## Географія
Село Петропавлівка знаходиться біля балки Токи по якій протікає один з витоків річки Пільна, на річці зроблена загата. На відстані 3 км знаходяться села Ганнопілля і Гарбузівка, за 4 км залізнична станція Платформа 72 км і автомобільна дорога Т 2104.

## Історія
Село засноване 1850 року як хутір Могилин. 1874 року перейменований в село Петропавлівка.
За даними на 1864 рік у власницькому хуторі Білоколодязької волості Вовчанського повіту мешкало 611 осіб (312 чоловічої статі та 299 — жіночої), налічувалось 150 дворових господарств, існувала православна церква.
Станом на 1914 рік кількість мешканців зросла до 1592 осіб.
За станом на 1930 рік, у селі було 232 господарств і мешкало 1458 людей, 726 чоловіків та 732 жінок.
12 червня 2020 року, відповідно до Розпорядження Кабінету Міністрів України  № 725-р «Про визначення адміністративних центрів та затвердження територій територіальних громад Харківської області», увійшло до складу Вовчанської міської громади.
19 липня 2020 року, в результаті адміністративно-територіальної реформи та ліквідації Вовчанського району, село увійшло до складу Чугуївського району.

## Населення

### Мова
Розподіл населення за рідною мовою за даними перепису 2001 року:
| Мова            | Кількість | Відсоток |
| --------------- | --------- | -------- |
| українська      | 2301      | 92.56%   |
| російська       | 167       | 6.72%    |
| румунська       | 8         | 0.32%    |
| білоруська      | 2         | 0.08%    |
| інші/не вказали | 8         | 0.32%    |
| Усього          | 2486      | 100%     |

## Пам'ятки
- Свято-Петро-Павлівський храм. З часів Радянської влади не функціонує. Використовувався як зерносховище.
- Братська могила радянських воїнів.

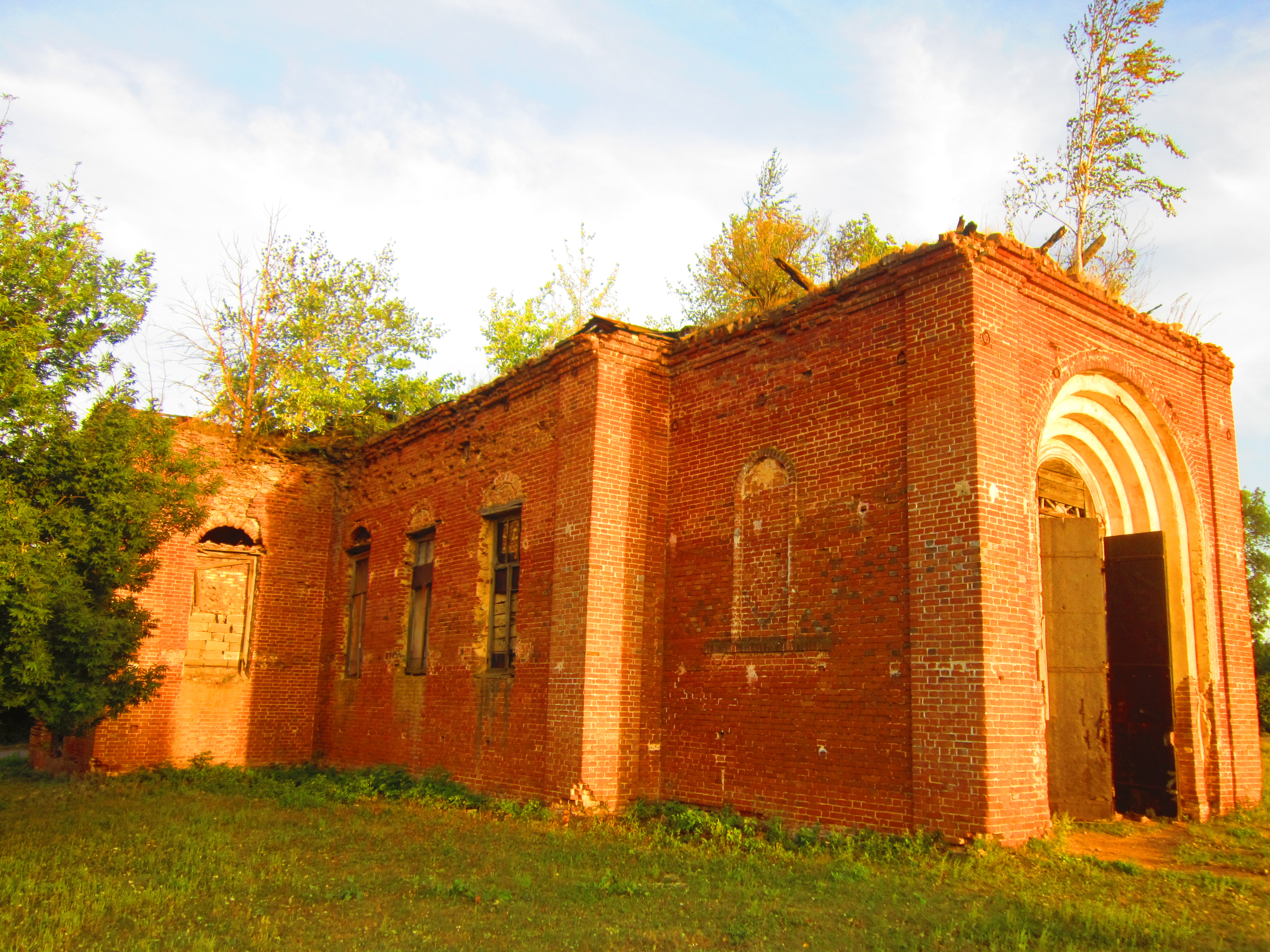
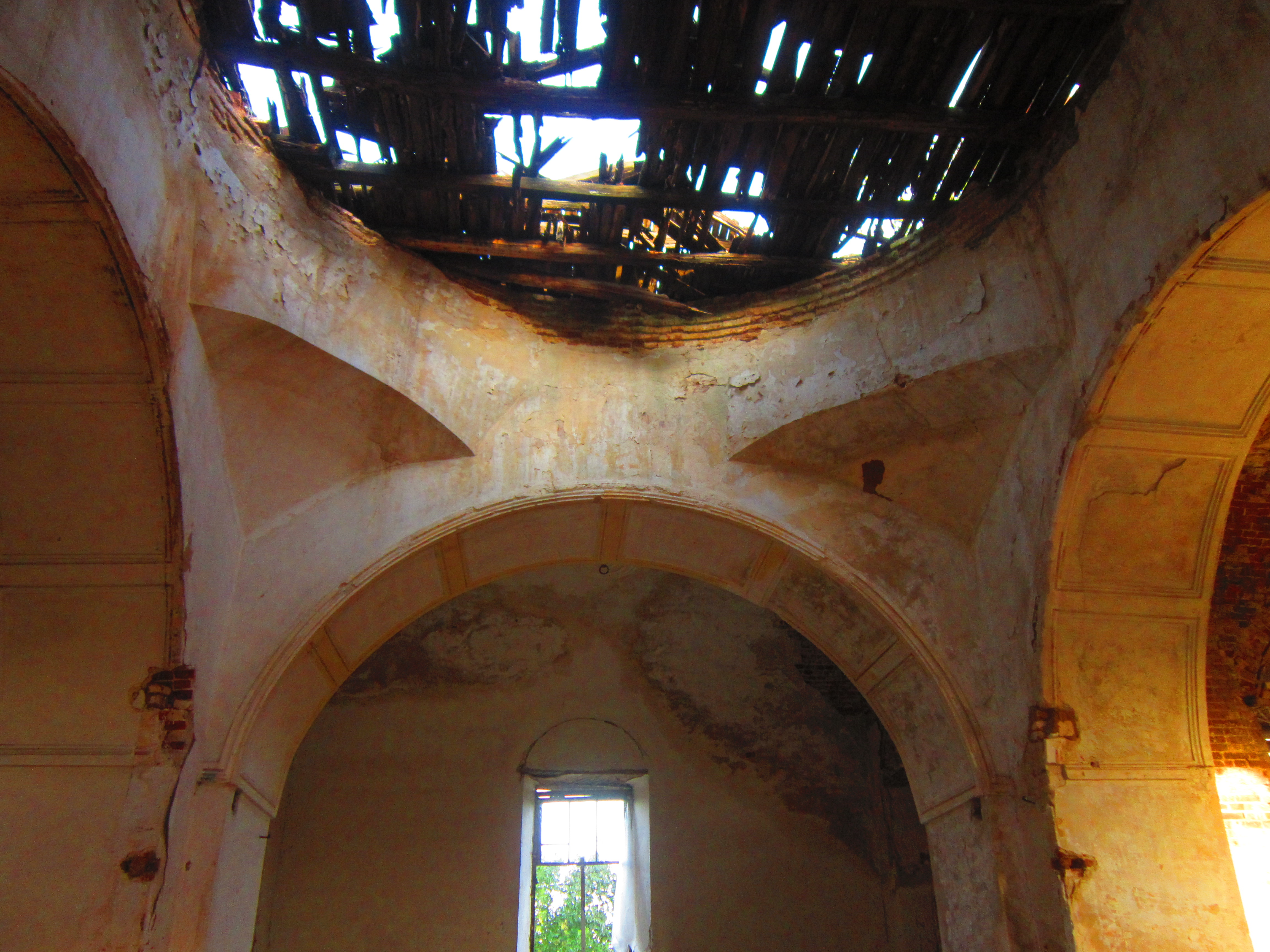
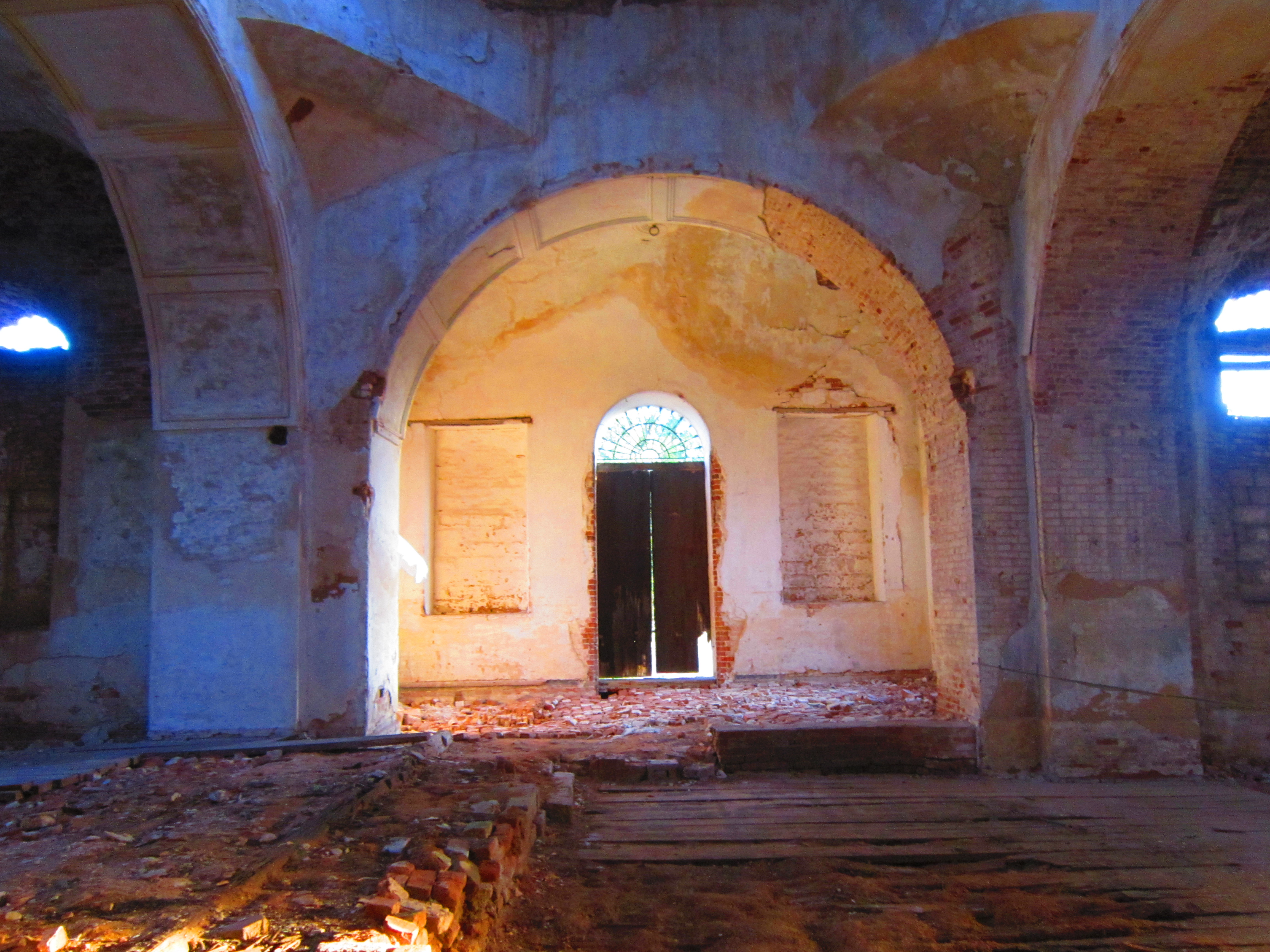
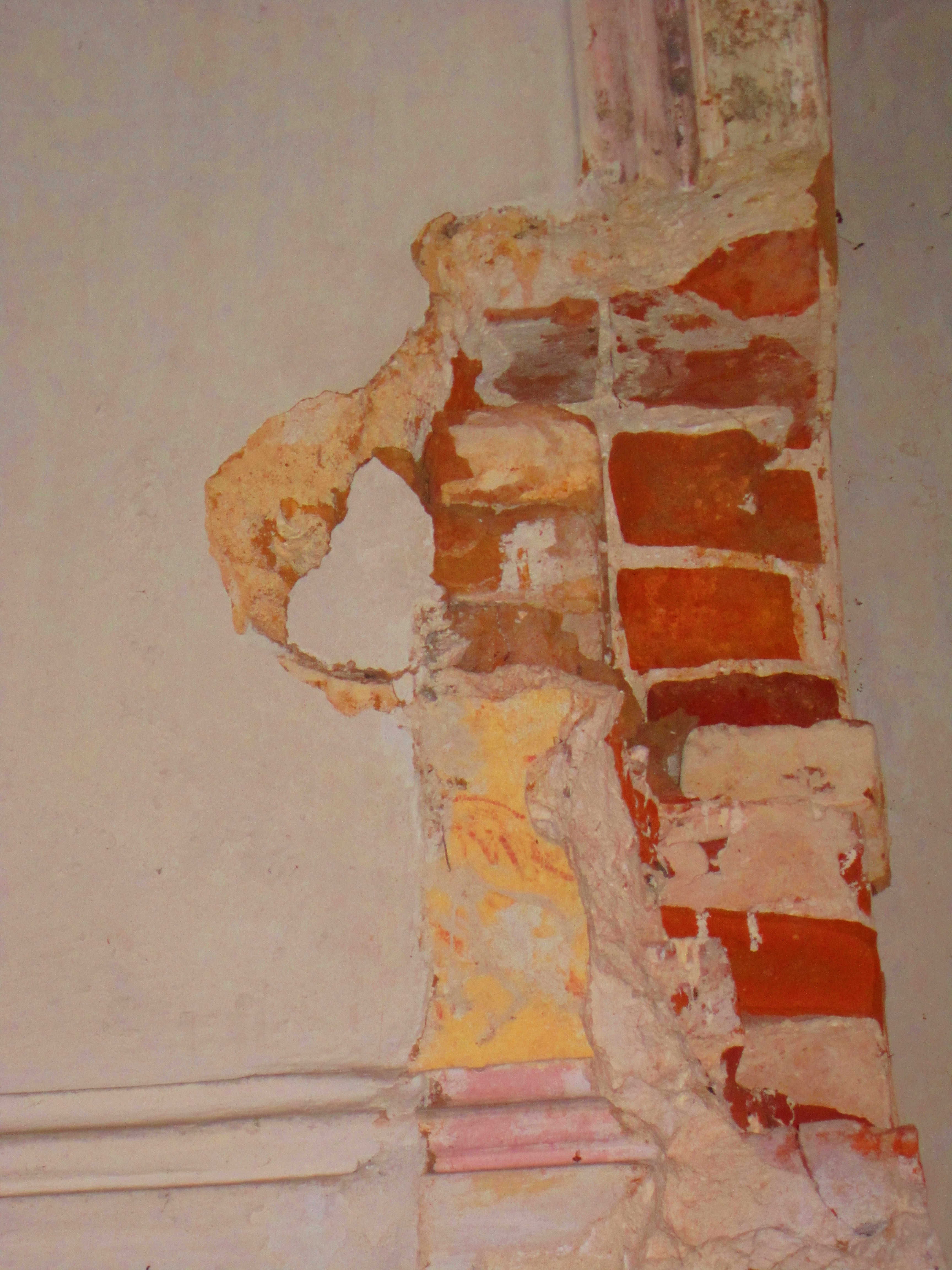
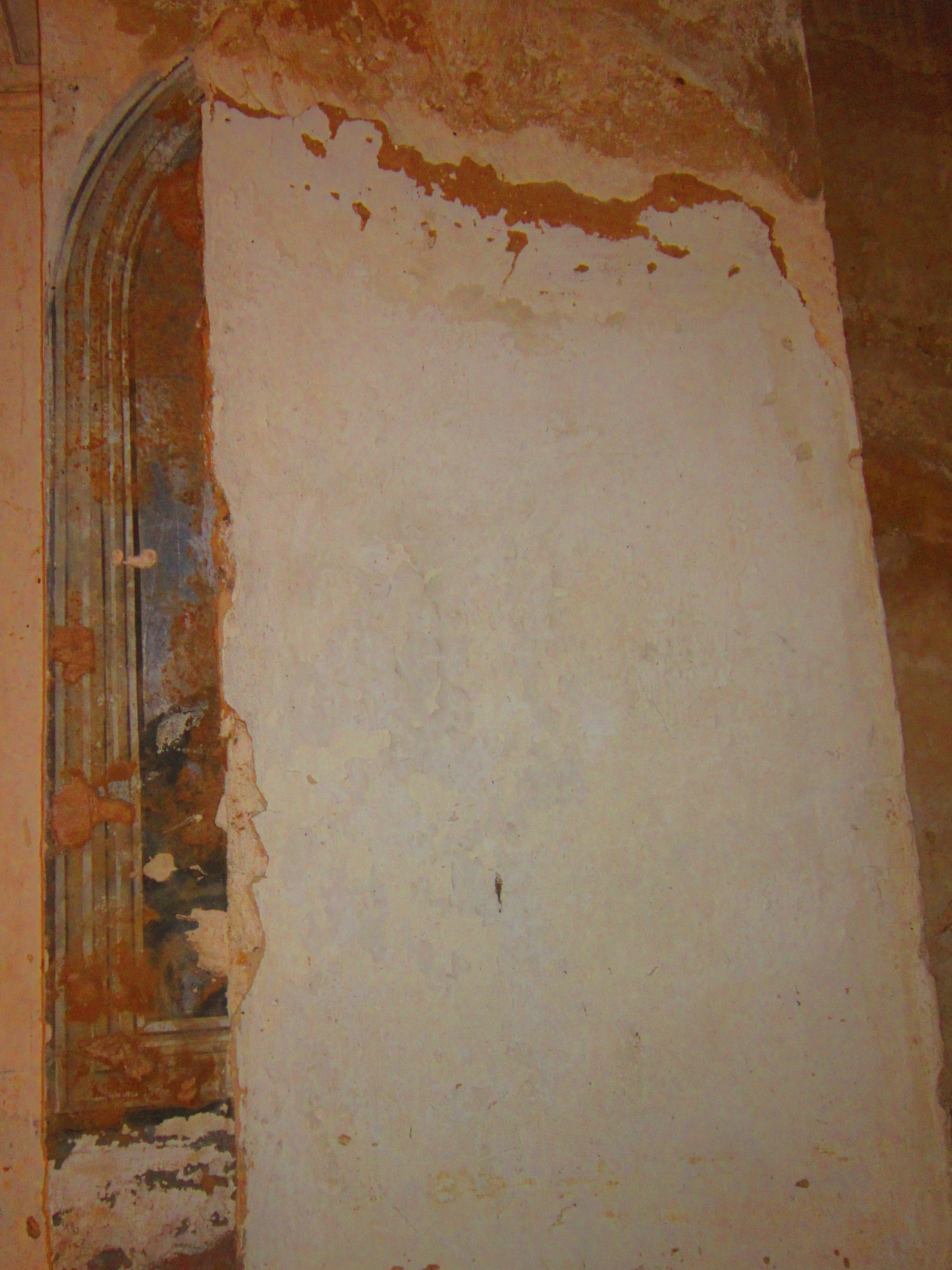
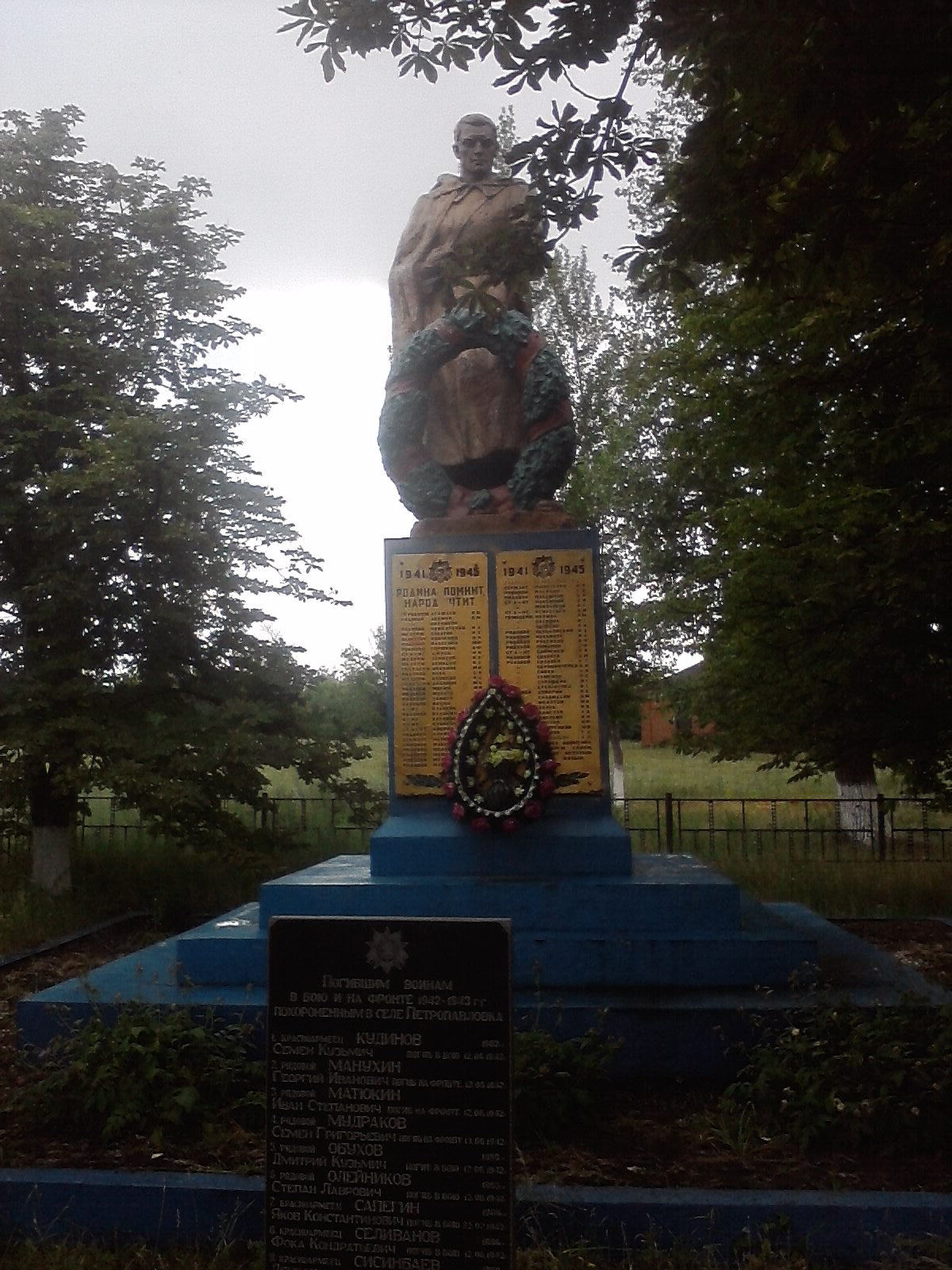